# Têxtil técnico

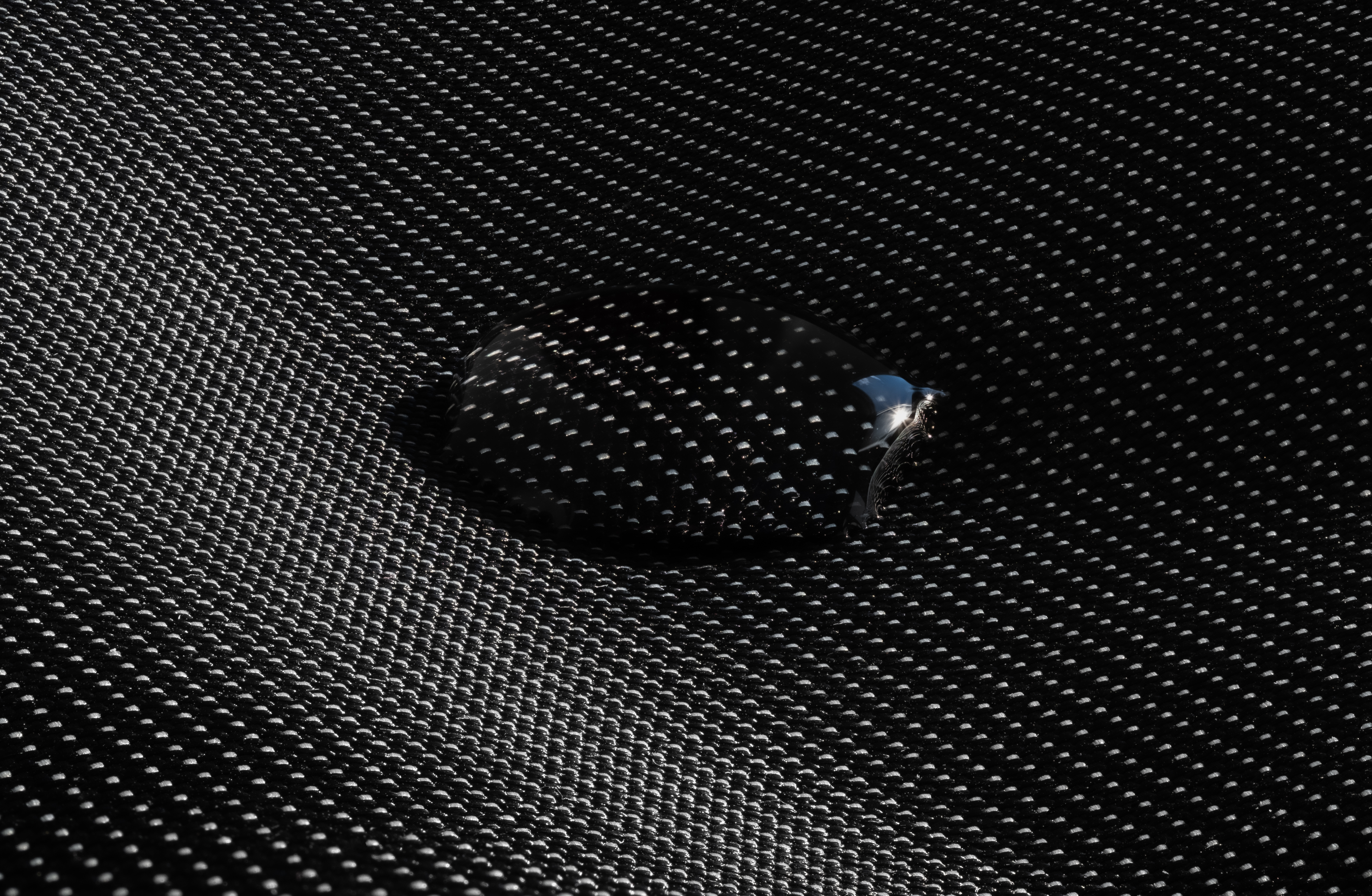
Uma gota de água em tecido resistente à água composto por 100% poliéster

Um têxtil técnico é um produto têxtil fabricado para fins não estéticos, onde a função é o critério principal. Têxteis técnicos incluem têxteis para aplicações automotivas, têxteis médicos (por exemplo, implantes), geotêxteis (reforço de aterros), agrotêxteis (têxteis para proteção de cultivos) e roupas de proteção (por exemplo, proteção contra calor e radiação para roupas de combate a incêndio, proteção de metal fundido para soldadores, proteção contra facadas e coletes à prova de balas e trajes espaciais).
O setor é grande, está crescendo e suporta uma vasta gama de outras indústrias. A taxa de crescimento global de têxteis técnicos é de cerca de 4% ao ano. Atualmente, os materiais têxteis técnicos são mais amplamente utilizados em roupas de filtro, móveis, produtos de higiene e material de construção.

## Classificação
Os têxteis técnicos podem ser divididos em várias categorias, dependendo da sua utilização final. O sistema de classificação desenvolvido pela Techtextil, Messe Frankfurt Exhibition GmbH, é amplamente utilizado na Europa, América do Norte e Ásia.

### Agrotech(agrotêxteis)
Agrotêxteis aplicados ao setor de agrotecnologia, com abordagem de proteção e desenvolvimento de cultivos e redução dos riscos das práticas agrícolas. Principalmente os agrotêxteis oferecem resistência às intempéries e resistência a microorganismos e proteção contra elementos indesejados e fatores externos. Os agrotêxteis ajudam a melhorar as condições gerais com as quais a cultura pode se desenvolver e ser protegida. Existem vários produtos têxteis, formas de tecidos, fibras e técnicas usadas em agrotêxteis que são úteis para a agricultura principalmente para proteção de cultivose no desenvolvimento da cultura, por exemplo, redes de sombra, materiais de isolamento térmico e protetor solar, para-brisa, redes antipássaros, que fornecem sombreamento mínimo e temperatura adequada, circulação de ar para proteger as plantas da luz solar direta e dos pássaros. Os agrotêxteis envolvem esteiras de cobertura morta, redes de proteção contra granizo e coberturas de culturas, etc. Os agrotêxteis também são úteis em horticultura, aquicultura, paisagismo e silvicultura. Mais exemplos de uso e aplicação abrangem proteção de gado, supressão de ervas daninhas e controle de insetos, etc.

## Algumas outras áreas de aplicação

### Correias transportadoras
Para aplicações industriais e na transmissão de energia, os têxteis técnicos são usados em correias transportadoras. O reforço normalmente encontrado no interior da correia transportadora é normalmente referido como a ''carcaça'' que é um tecido dentro da correia transportadora, que é responsável pela resistência e propriedades de alongamento da correia. Esta carcaça é feita com camadas de tecidos unidos.

### Eletrônica em têxteis
Têxteis mesclados com eletrônicos permitem a tecnologia para uma variedade de aplicações na área da saúde, reabilitação ou esportes. Os computadores vestíveis têm papéis maiores e capacidades contextuais, como detecção, adaptação, descoberta de recursos e aumento.